# Treskavica
A Treskavica (szerbül: Трескавица) egy hegység Bosznia-Hercegovinában, Trnovo településen, Szarajevótól mintegy 30 kilométerre délre. A Mala Ćaba (Đokin Toranj) csúcsa 2088 méterrel emelkedik a tengerszint fölé, ezzel a Treskavica a legmagasabb a Szarajevót körülvevő hegyek közül, és csak mintegy 300 méterrel alacsonyabb az ország legmagasabb hegyénél, a Maglićnál. Tiszta időben, megfelelő körülmények esetén a hegymászók igen messzire, egészen Montenegróig és a 100 kilométerre lévő Adriai-tengerig is elláthatnak a csúcsáról. A boszniai háborúban a szerb erők egyik legfontosabb állásának számított, az aknaveszély miatt nem ajánlott letérni a kijelölt és megtisztított ösvényekről.

## Földrajza

### Általános jellemzők
Geológiai szempontból a Treskavica a Dinári-hegység része, és nagyrészt másodlagos és harmadlagos üledékes kőzetekből, főként mészkőből és dolomitból áll. Neve a bosnyák „tresti se” szóból származik, és azt jelenti, hogy rázni. Ez a gyakori és kisebb földrengéseknek köszönhető, mivel a hegy egy nagyon aktív szeizmikus mozgásokkal jellemezhető övezetben található. A hegységcsoportban számos gyönyörű hegyi tó található, amelyek közül a Veliko Jezero a legnagyobb. Számos patak (a legenda szerint 265 darab) ered ezekből a hegyekből: a Drina folyó Bistrica nevű mellékfolyója, a Boszna Željeznica mellékfolyója, illetve a Neretva Ljuta és Rakitnica mellékfolyói. A hegység számtalan forrással és több tóval is rendelkezik, amelyek közül a leghíresebbek a Crno jezero („Fekete-tó”), a Veliko jezero („Nagy-tó”) és a Trnovo melletti Bijelo jezero („Fehér-tó”). Nevezetes csúcsok: Mala Ćaba (2088 m), Pašina Planina (2070 m), Mali Treskač (1950 m) és Lupoč (1773 m).

### Fekvése
A Treskavica masszívum Trnovtól délkeletre és Kalinoviktól északnyugatra található, és több mint 20 kilométer hosszan húzódik. Északon a Hojta-gerinc köti össze a Bjelašnicával; délkeleten a masszívum a Šivolje-fennsíkba olvad. Keleten a Rogoj képez kapcsolatot a Jahorina masszívumához. A Treskavica csak nyugaton határolódik élesen, és a szomszédos Visočica masszívumtól a Ljuta folyó völgye választja el, amely akár 850 mélyre is bevágódott.
A Bosznia-Hercegovinai Föderáció és a Bosznia-hercegovinai Szerb Köztársaság közötti belső boszniai határ 1995 óta nagyjából a hegység közepén halad keresztül.

## Fordítás
- Ez a szócikk részben vagy egészben  a   Treskavica című angol Wikipédia-szócikk ezen változatának fordításán alapul.  Az eredeti cikk szerkesztőit annak laptörténete sorolja fel. Ez a jelzés csupán a megfogalmazás eredetét és a szerzői jogokat jelzi, nem szolgál a cikkben szereplő információk forrásmegjelöléseként.